# Conti d'Auxois
La contea d'Auxois era una giurisdizione feudale della Borgogna nel dipartimento di Côte-d'Or. Il seguente è l'elenco dei conti d'Auxois.

Stemma d'Auxois

## Conti sotto i Carolingi
Questa è una lista dei conti d'Auxois:
- Guerino di Provenza (844-856)[1]
- Manasse I di Châlon (875-918)
- Manasse II di Châlon (900-?)
- Raoul ou Rodolphe de Vergy (?-970)